# ستودنیتسه (ناحیه ناخود)
ستودنیتسه (به چکی: Studnice) یک منطقهٔ مسکونی در جمهوری چک است که در ناحیه ناخود واقع شده‌است. ستودنیتسه ۱۰٫۳۸ کیلومتر مربع مساحت و ۱٬۰۹۶ نفر جمعیت دارد و ۳۴۲ متر بالاتر از سطح دریا واقع شده‌است.